# Spelaiorrhina
Spelaiorrhina is een geslacht van kevers uit de familie bladsprietkevers (Scarabaeidae). Het geslacht werd voor het eerst wetenschappelijk beschreven in 1886 door Lansberge.

## Soorten
- Spelaiorrhina rufopyga Lansberge, 1886